# Universal Hydrogen
 (juillet 2024).
Universal Hydrogen est une entreprise cofondée en 2020 par Jason Chua, John-Paul Clarke, Paul Eremenko et Jon Gordon, anciens collègues chez Airbus et Raytheon Technologies. L'entreprise vise à faire voler des avions à hydrogène d'ici une décennie,.

## Historique
Un vol inaugural d'un avion Dash 8 modifié d'un côté avec un groupe motopropulseur à pile à combustible à hydrogène (comprenant des piles à combustible Plug Power et un moteur MagniX), a eu lieu le 2 mars 2023. L'avion utilisé pour cette démonstration est le plus gros avion à avoir jamais volé principalement à l'hydrogène,,,.

## Produit
Le produit principal de la société est un kit de conversion installé en retrofit sur des avions existants pour leur permettre de fonctionner à l'hydrogène. Les kits sont constitués de réservoirs de stockage d'hydrogène fabriqués par l'entreprise, combinés à un moteur électrique fabriqué par MagniX et à des piles à combustible fabriquées par Plug Power.

## Faillite
En juin 2024, la société a été mise en faillite, faute d'avoir pu trouver les fonds nécessaires à son développement.